# 兀蘭醫療園
兀蘭醫療園（英語：Woodlands Health Campus），簡稱WHC，又稱為兀蘭綜合醫院（英語：Woodlands General Hospital），是新加坡一間位於兀蘭的公立醫療園。醫院於2024年7月13日正式啟用，除服務兀蘭外亦服務新加坡北部和西北部地區的居民。兀蘭醫療園同時設有急症和社區設施。
兀蘭醫療園由國立健保集團營運，並設有1,800張病床，同時基於社區的護理的綜合醫院服務，亦是新加坡向所有新加坡居民提供優質醫療計劃的一部分。兀蘭醫療園同時亦與家庭醫生、綜合診所以及中長期護理服務提供者合作，以便向新加坡北部與西北部居民提供更多基於社區的護理。

## 歷史
兀蘭醫療園於2017年4月18日舉行了破土動工典禮。
醫院自2023年12月22日起運作，並於2024年7月13日正式啟用。

## 設施
兀蘭醫療園兩座建築物之間設有一處康復花園，總面積1.5公頃，作為治療花園用途。花園由國家公園局管理。
兀蘭醫療園亦設有仁慈醫院管理的療養園，共設有322張床位。

## 外部連結
- 官方网站